# Stephen Graham (Schauspieler)

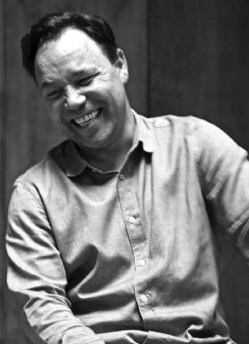
Stephen Graham (2013)

Stephen Joseph Graham OBE (* 3. August 1973 in Kirkby, Merseyside, England) ist ein britischer Schauspieler.

## Leben
Zu Beginn seiner Filmkarriere spielte Graham kleinere Rollen in verschiedenen Fernsehfilmen und englischen Fernsehserien, unter anderem in der von der BBC produzierten Seifenoper Coronation Street. Als Bühnenschauspieler stand er in den Theatern Bush, dem Everyman Liverpool und dem Bristol Old Vic auf der Bühne.
Sein Durchbruch gelang ihm im Jahr 2000 als Tommy, einem Amateur-Box-Promoter an der Seite Jason Stathams in Guy Ritchies Snatch – Schweine und Diamanten. Zu dieser Rolle kam Graham durch Zufall, denn eigentlich war er nur als Begleitung eines Bekannten zum Casting gekommen. Für die Rolle in Snatch legte Graham seinen Liverpooler Akzent (Scouse) ab und spielte die Rolle mit Londoner Cockney-Dialekt. Im Jahr 2001 verkörperte er Sgt. Myron Ranney in der zehnteiligen Miniserie Band of Brothers – Wir waren wie Brüder, danach war er neben Leonardo DiCaprio und Daniel Day-Lewis in Martin Scorseses Gangs of New York zu sehen. Seine Rolle als Skinhead Combo in Shane Meadows’ This Is England brachte ihm eine Nominierung als bester Nebendarsteller bei den British Independent Film Awards 2006 ein.
Im selben Jahr bekam Graham eine Rolle in der BBC-Serie The Innocence Project, die nach nur acht Folgen wegen zu schlechter Einschaltquoten eingestellt wurde. Er ist auch in Madonnas Regiedebüt Filth and Wisdom zu sehen, der auf der Berlinale 2008 Premiere feierte. 2009 spielte er an der Seite von Johnny Depp und den Oscar-Gewinnern Christian Bale und Marion Cotillard in Michael Manns Public Enemies die Rolle des amerikanischen Gangsters und Bankräubers Babyface Nelson.
Außerdem verkörperte Stephen Graham 2009 im Film The Damned United – Der ewige Gegner Billy Bremner, den ehemaligen Fußballspieler und Trainer von Leeds United. Für diese Rolle trug er eine rothaarige Perücke. In der HBO-Serie Boardwalk Empire spielte Graham von 2010 bis 2014 die Rolle des Al Capone. 2011 spielte er neben Johnny Depp im vierten Teil der Fluch-der-Karibik-Reihe. Weitere Film- und Fernsehrollen folgten. Sein Schaffen umfasst etwa 100 Produktionen.
Bei den Bafta-Awards bekam Graham seine erste Bafta-Nominierung für den Film Yes, Chef!.
Graham wirkte auch in mehreren Musikvideos mit, unter anderem von der Band Arctic Monkeys – beispielsweise im Video zu When the Sun Goes Down und dem dazugehörigen Kurzfilm Scummy Man, zuletzt auch in Fluorescent Adolescent und im Video zu Spit of You des englischen Musikers Sam Fender.
Im Sommer 2025 wurde Graham Mitglied der Academy of Motion Picture Arts and Sciences.

## Persönliches
Graham begann mit der Schauspielerin und Produzentin Hannah Walters auszugehen, nachdem sie sich während ihrer Schauspielausbildung am Rose Bruford College kennengelernt hatten. Die beiden heirateten am 6. Juni 2008. Sie leben in Ibstock, Leicestershire, nachdem sie zuvor im Londoner Stadtteil Beckenham gelebt haben. Gemeinsam haben sie einen Sohn und eine Tochter. Sie sind mehrere Male gemeinsam auf der Leinwand aufgetreten.
Graham wurde 2023 durch König Charles III. zum Officer des Order of the British Empire (OBE) für seine Verdienste um das Theater ernannt. Er widmete die Auszeichnung seiner 2022 verstorbenen Mutter.

## Filmografie
- 1990: Die Nacht davor (Dancin’ Thru the Dark)
- 1991: Children’s Ward (Fernsehserie, 2 Episoden)
- 1991: Blonde Fist
- 1993: Heartbeat (Fernsehserie, Episode 3x02)
- 1995: The Hard Case (Kurzfilm)
- 1996: Devil's Food – Eine wirklich teuflische Diät (Devil's Food, Fernsehfilm)
- 1997: The Lakes (Fernsehserie, Episode 1x01)
- 1997: Downtime
- 1998: Where the Heart Is (Fernsehserie, Episode 2x05)
- 1998: Liverpool 1 (Fernsehserie, 2 Episoden)
- 1998: The Jump (Fernsehserie, 2 Episoden)
- 1998: Joint Venture (Kurzfilm)
- 1998: Brothers and Sisters (Fernsehserie)
- 1998–1999: The Bill (Fernsehserie, 3 Episoden)
- 1999: Coronation Street (Fernsehserie, 6 Episoden)
- 2000: Forgive and Forget (Fernsehfilm)
- 2000: Snatch – Schweine und Diamanten (Snatch)
- 2001: Über kurz oder lang (Blow Dry)
- 2001: The Last Minute
- 2001: Band of Brothers – Wir waren wie Brüder (Band of Brothers, Miniserie, 2 Episoden)
- 2002: Revengers Tragedy
- 2002: Flesh and Blood (Fernsehfilm)
- 2002: Gangs of New York
- 2003: Without You (Kurzfilm)
- 2003: American Cousins
- 2004: The I Inside – Im Auge des Todes (The I Inside)
- 2004: Top Buzzer (Fernsehserie, 10 Episoden)
- 2005: M.I.T.: Murder Investigation Team (Murder Investigation Team, Fernsehserie, Episode 2x03)
- 2005: Last Rights (Miniserie, 3 Episoden)
- 2005: Pit Fighter
- 2005: Empire (Miniserie, 2 Episoden)
- 2005: Goal!
- 2006: Scummy Man (Kurzfilm)
- 2006: The Battersea Ripper
- 2006: This Is England
- 2006–2007: The Innocence Project (Fernsehserie, 8 Episoden)
- 2007: The Good Night
- 2007: Arctic Monkeys: Fluorescent Adolescent (Kurzfilm)
- 2008: Filth and Wisdom
- 2008: Das Leiden Christi (The Passion, Miniserie, 3 Episoden)
- 2008: DeadMau5: I Remember (Kurzfilm)
- 2008: The Crew
- 2008: Tintenherz (Inkheart)
- 2009: The Devil's Wedding (Kurzfilm)
- 2009: Awaydays
- 2009: The Damned United – Der ewige Gegner (The Damned United)
- 2009: Doghouse
- 2009: Public Enemies
- 2009: Die Besatzer (Occupation, Miniserie, 3 Episoden)
- 2009: The Street (Fernsehserie, 2 Episoden)
- 2009: Unloveable
- 2010: This Is England ’86 (Miniserie, 3 Episoden)
- 2010: London Boulevard
- 2010–2014: Boardwalk Empire (Fernsehserie, 35 Episoden)
- 2011: Der letzte Tempelritter (Season of the Witch)
- 2011: Pirates of the Caribbean – Fremde Gezeiten (Pirates of the Caribbean: On Stranger Tides)
- 2011: Walk Like a Panther (Fernsehserie, Episode 1x01)
- 2011: Dame, König, As, Spion (Tinker Tailor Soldier Spy)
- 2011: Texas Killing Fields – Schreiendes Land (Texas Killing Fields)
- 2011: This Is England '88 (Miniserie, 2 Episoden)
- 2011: Lapland (Fernsehfilm)
- 2012: Best Laid Plans
- 2012: Accused – Eine Frage der Schuld (Accused, Fernsehserie, Episode 2x01)
- 2012: Parade’s End – Der letzte Gentleman (Parade’s End, Miniserie, 4 Episoden)
- 2012: Blood – You Can’t Bury The Truth (Blood)
- 2012: Good Cop (Miniserie, 4 Episoden)
- 2012: Orthodox (Kurzfilm)
- 2013: Playhouse Presents (Fernsehserie, Episode 2x03)
- 2013: Mother: Sie schlägt zurück (Social Nightmare, Fernsehfilm)
- 2013: Peaky Blinders – Gangs of Birmingham (Peaky Blinders, Fernsehserie, Episode 6x01)
- 2014: Hyena
- 2014: Rettet Weihnachten! (Get Santa)
- 2015: The Driver (Kurzfilm)
- 2015: A Patch of Fog
- 2015: This Is England '90 (Miniserie, 3 Episoden)
- 2015: Orthodox
- 2015: Brooklyn Animal Control (Fernsehserie, Episode 1x01)
- 2016: The Secret Agent (Miniserie, 3 Episoden)
- 2016: The Watchman (Fernsehfilm)
- 2016: Gaslighting (Kurzfilm)
- 2017: Taboo (Fernsehserie, 7 Episoden)
- 2017: Kasabian: You're in Love with a Psycho (Kurzfilm)
- 2017: Decline and Fall (Miniserie, 3 Episoden)
- 2017: Die Macht des Bösen (The Man with the Iron Heart)
- 2017: Pirates of the Caribbean: Salazars Rache (Pirates of the Caribbean: Dead Men Tell No Tales)
- 2017: Little Boy Blue (Miniserie, 4 Episoden)
- 2017: Film Stars Don’t Die in Liverpool
- 2017: Journey’s End
- 2017: Funny Cow
- 2017: Being Keegan (Kurzfilm)
- 2018: Yardie
- 2018: Walk Like a Panther
- 2018: Action Team (Fernsehserie, Episode 1x03)
- 2018: Take Rabbit (Kurzfilm)
- 2018: Hunted: Outbreak (Kurzfilm)
- 2018–2020: Save Me (Fernsehserie, 11 Episoden)
- 2019: Boiling Point (Kurzfilm)
- 2019: Hellboy – Call of Darkness (Hellboy, Sprechrolle)
- 2019: Line of Duty (Fernsehserie, 5 Episoden)
- 2019: Rocketman
- 2019: The Virtues (Miniserie, 4 Episoden)
- 2019: The Irishman
- 2019: A Christmas Carol (Miniserie, 3 Episoden)
- 2020: White House Farm Murders (Miniserie, 6 Episoden)
- 2020: Greyhound – Schlacht im Atlantik (Greyhound)
- 2020–2022: Code 404 (Fernsehserie)
- 2021: The North Water (Fernsehserie, 3 Episoden)
- 2021: Yes, Chef! (Boiling Point)
- 2021: Venom: Let There Be Carnage
- 2021: Time (Miniserie, 3 Episoden)
- 2022: Peaky Blinders – Gangs of Birmingham (Peaky Blinders)
- 2022: Roald Dahls Matilda – Das Musical (Roald Dahl’s Matilda the Musical)
- 2023: Bodies (Fernsehserie, 8 Episoden)
- 2024: Die junge Frau und das Meer (Young Woman and the Sea)
- 2024: Modi
- 2024: Blitz
- seit 2024: A Thousand Blows (Fernsehserie)
- 2024: Venom: The Last Dance
- 2025: Adolescence (Miniserie, 4 Episoden)